# Perry River (vattendrag i Australien, Victoria)
Perry River är ett vattendrag i Australien. Det ligger i delstaten Victoria, omkring 200 kilometer öster om delstatshuvudstaden Melbourne.
Trakten runt Perry River består till största delen av jordbruksmark. Trakten runt Perry River är nära nog obefolkad, med mindre än två invånare per kvadratkilometer. Genomsnittlig årsnederbörd är 803 millimeter. Den regnigaste månaden är juni, med i genomsnitt 162 mm nederbörd, och den torraste är juli, med 25 mm nederbörd.